# Harald Schmid (Aphoristiker)

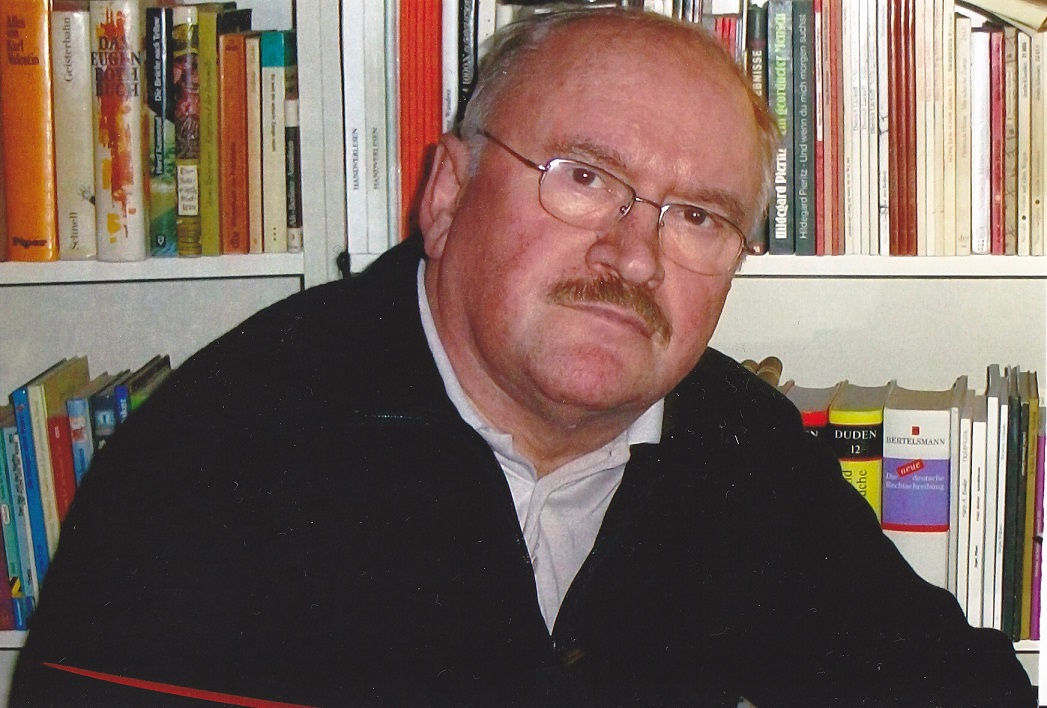
Foto von der Rückseite seines Buches "Wer laut denkt, lebt gefährlich"

Harald Schmid (* 22. Oktober 1946 in Tittmoning, Oberbayern; † 20. Januar 2020 in Berlin) war ein deutscher Aphoristiker.

## Leben
Schmid arbeitete auch als Schweißer und Altenpfleger. 1970 erhielt er einen Preis in einem Reportagewettbewerb des Werkkreises für Literatur der Arbeitswelt. Im Jahr 2010 war Harald Schmid Preisträger des Aphorismen-Wettbewerbs mit dem 1. Preis des Fördervereins des Deutschen Aphorismus-Archivs e.V., Hattingen. Die Jury lobte seinen Beitrag „Wo viele einer Meinung sind, ist die Meinungsfreiheit in Gefahr.“ als einen „sachlich wirkungsvoll einfachen Hinweis auf die politische Notwendigkeit der Nonkonformität“.
Außerdem war Harald Schmid zwischen 1976 und 1984 in West-Berlin Kleinverleger der Pegasus-Reihe.

## Werke
- Dees gibt ma z denga., 1976.
- Ansätze., 1976.
- Sätze. 1977.
- Nachsätze. Pit, Berlin 1979.
- Bin i a Kaschbal. 1982.
- Zeit der Raben. Edition die Artgenossen, 1992.
- Aphorismen von A–Z. 2001, ISBN 3-922299-38-5.
- Kleine Bilanzen. Pegasus, Berlin 2010.
- Blitze aus heiterem Himmel. Pegasus, Berlin 2012.
- Harry Pegas Epigramme. 2014, ISBN 978-3-922299-41-7.
- Eisbleamezeit. Hörbuch. Stadthaus-Verlag, Blankenfelde 2014.
- Wer laut denkt, lebt gefährlich. 2016, ISBN 978-3-922299-45-5.
- Blindenbrillen schützen nicht vor Blendern. 2017, ISBN 978-3-922299-50-9.
- „Kannst du schreiben Kumpel?“ oder Wie man einen Arbeiterschriftsteller macht. In: 68, es gab nicht nur Demos. Stadthaus-Verlag, Blankenfelde 2018. ISBN 978-3-922299-53-0
- Warnungen an mich selbst. Aphorismen 2019, ISBN 978-3-922299-57-8.

Anthologien
- Ihr aber tragt das Risiko. Reportagen aus der Arbeitswelt. ISBN 978-3-499-11447-2.
- Gruppe 61 – Arbeiterliteratur, Literatur der Arbeitswelt? ISBN 3-415-00163-6.
- Projekt Deutschunterricht 4, Sprache und Realität. ISBN 3-476-30011-0.
- Sagst wasd magst – Mundartdichtung aus Bayern und Österreich. ISBN 3-431-01699-5.
- Haxn & Pinkel – Mundartliches aus deutschen Sprachen frisch auf den Tisch. ISBN 3-7716-1418-X.
- Tintenfisch – Jahrbuch für Literatur 8. ISBN 3-8031-0073-9,
- Tintenfisch – Jahrbuch für Literatur 22. ISBN 3-8031-0121-2.
- Narren aus Jux und Tollerei. ISBN 3-923488-00-9.
- Deutscher Aphorismenwettbewerb „Gedankenübertragung“. ISBN 978-3-8196-0757-8.
- Goniac mysli. Wroklaw (Polen) ISBN 978-83-7432-748-0.
- Neue Deutsche Aphorismen. ISBN 978-3-942375-12-2.

Herausgeberschaft
- mit Jürgen Beckelmann: Umsteigen bitte, Gedichte aus Berlin. West-Berlin 1980.